# Cryptachaea parana
Cryptachaea parana là một loài nhện trong họ Theridiidae.
Loài này thuộc chi Cryptachaea. Cryptachaea parana được Herbert Walter Levi miêu tả năm 1963.